# Kosova24
Kosova24 (English: Kosovo24)  é uma mídia de notícias independente com sede em Kosovo . O newsportal é conhecido por sua abrangência de notícias, entrega de notícias, rapidez e precisão  das informações. O portal online de notícias diárias Kosova24  é um meio de patrocinadores gratuitos.